# Staatliche Technische Universität Kaliningrad
Die Kaliningrader Staatliche Technische Universität (russisch Калининградский государственный технический университет, transkr. Kaliningradski gossudarstwenny technitscheski uniwersitet, transl. Kaliningradskij gosudarstvennyj tehničeskij universitet) ist die älteste Einrichtung auf dem Gebiet der höheren Ausbildung in Fischereiwissenschaft in Russland.

## Geschichte
1913 wurde die Abteilung für Fischerei am Moskauer Agrarinstitut gegründet. 1946 erfolgte der Umzug nach Kaliningrad, in das Gebäude vom ehemaligen Land- und Amtsgericht (Königsberg) und Umwandlung in das Kaliningrader Technische Institut für Fischindustrie und -zucht. Im Laufe seines nun 60-jährigen Bestehens hat sich aus dem Institut eine Universität mit stark technischem Charakter, jedoch auch mit natur-, wirtschafts- und gesellschaftswissenschaftlichen Bezügen, entwickelt. 1994 erfolgte die Umbenennung in die heutige Bezeichnung.
Mittlerweile existieren acht Fakultäten, drei überfakultative Zentren und fünf angeschlossene Institute – hierunter auch das deutschsprachige Europainstitut Klaus Mehnert unter Leitung des deutschen Wissenschaftlers Winfried Böttcher, das einen einjährigen postgradualen Europastudiengang anbietet.

## Gegenwart

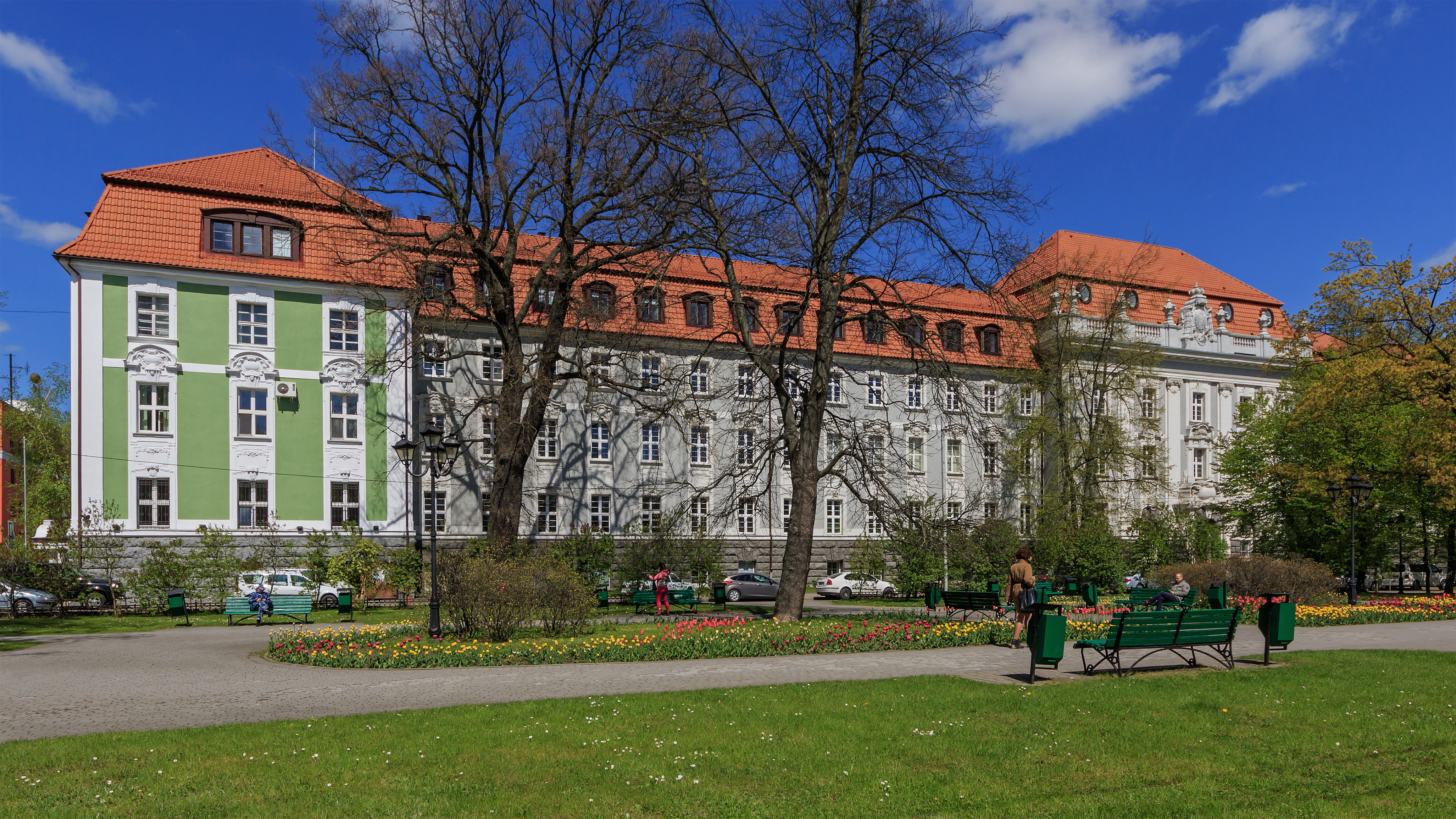
Hauptgebäude

Seit der Gründung wurden ca. 35.000 Spezialisten für Russland und 50 weitere Länder ausgebildet. An der Universität haben weltbekannte Wissenschaftler geforscht und gelehrt. Die KSTU ist nach der Immanuel-Kant-Universität die zweitgrößte Hochschule Kaliningrads. Heute lernen hier mehr als 7.500 Studierende in 42 Fachrichtungen, um einen Bachelor- (4-jährig), einen Spezialisten- (5-jährig) oder einen Mastergrad (2 Jahre nach dem Bachelor) zu erwerben. Auch der Erwerb des Doktorgrad und die Habilitation sind an der Universität möglich.
Postgraduale Studien können in 24 Disziplinen absolviert werden. Unter den mehr als 560 Lehrenden arbeiten etwa 30 Mitglieder verschiedener russischer und internationaler Akademien. 65 Professoren sind habilitiert, 258 wirken als assoziierte Professoren.
Forschungsschwerpunkte sind: Bioressourcen, Landwirtschaft und Biotechnologie, Fischereiwissenschaft, Ökologie, Energiewirtschaft, Nano- und Lasertechnologie.
Wissenschaftliche Zusammenarbeit pflegt die Universität insbesondere mit den nahen baltischen Ländern, mit Polen, Deutschland, Dänemark, Finnland und Schweden. Zurzeit studieren hier mehr als 100 Studenten aus Afrika, Asien, Europa, Lateinamerika sowie dem Mittleren und Nahen Osten.
Eine Bibliothek mit 530.000 Bänden, teilweise aus dem 19. Jahrhundert, und drei Lesesäle mit 300 Plätzen vervollständigen das Angebot für die Studierenden. An der Ostsee verfügt die Universität über ein Sommerhaus zur Ausrichtung von Konferenzen und Seminaren.

## Sonstiges
2009 wurde Martin Schulz Ehrendoktor der Hochschule wegen seines Beitrags zur Verbesserung des deutsch-russischen Verhältnisses.